# Concepción Espejel Jorquera
María Concepción Espejel Jorquera, més coneguda com a Concepción Espejel, (Madrid, 15 de setembre de 1959) és una jutgessa espanyola, que exerceix de magistrada del Tribunal Constitucional espanyol des de novembre de 2021. Anteriorment va ser presidenta de la sala penal de l'Audiència Nacional espanyola entre juny de 2017 i gener de 2014, i només de la seva secció segona fins al novembre de 2021. Entre 2008 i 2013 va ser vocal del Consell General del Poder Judicial (CGPJ). És membre de l'Associació Professional de la Magistratura.

## Inicis
Va estudiar Dret a l'Institut Catòlic d'Administració i Direcció d'Empreses (ICADE) i l'any 1983 va començar als jutjats de Vinaròs (Plana Baixa), després als de Reus (Baix Camp) i Valls (Alt Camp) i, posteriorment, a la Magistratura del Treball de Bilbao. El 1993 va ser nomenada presidenta de la secció 2a de l'Audiència Provincial de Tarragona. El 1995 va ser destinada a l'Audiència Provincial de Segòvia. El 2001, magistrada de l'Audiència Provincial de Guadalajara i el 2002, presidenta de la mateixa.

### Audiència Provincial

#### Cas Bar Chinaski
El 5 de febrer de 2005, Israel Galve Maldonado, cap provincial de Falange de Guadalajara, va apunyalar fins a tres vegades amb una navalla a un jove d'esquerres. L'any 2007 Espejel va presidir la secció de l'Audiència Provincial que va jutjar l'agressió i, en la sentència, va exposar que el desig del falangista no era matar sinó lesionar «en especial si tenim en compte que la víctima és una persona prima, amb menor resistència per tant a la penetració, el que denota l'escassa contundència de l'impacte». L'acusat va ser condemnat a dos anys de presó per un delicte de lesions amb instrument perillós. L'agredit va recórrer i el Tribunal Suprem espanyol va condemnar al falangista, com a autor d'una temptativa d'homicidi, a 5 anys de presó, amb l'accessòria d'inhabilitació especial per al dret de sufragi passiu durant el temps de la condemna.

#### Cas Incendi de Riba de Saelices
L'any 2005 van morir 11 membres d'un reforç en un incendi. La jutgessa de Sigüenza, instructora del cas, va descartar la responsabilitat dels càrrecs polítics i tècnics de la Junta de Comunitats de Castella-la Manxa, governada en aquell moment pel PSOE. Espejel, presidenta de l'Audiència Provincial de Guadalajara, i dos magistrats més, van ordenar a la jutgessa instructora seguir investigant a l'administració. Poques setmanes després, la jutgessa instructora va ser traslladada per una decisió del Consell General del Poder Judicial (CGPJ) i la nova jutgessa de Sigüenza va imputar a una vintena de càrrecs, entre els quals hi havia l'exconsellera de Medi Ambient, Rosario Arévalo. Finalment, van ser processats 15 responsables polítics i tècnics. El PP exercia l'acusació particular per delictes d'incendi, homicidi i contra els treballadors. Després de deixar l'Audiència Provincial per anar al CGPJ, Espejel va eximir als càrrecs polítics i tècnics i va condemnar únicament a l'excursionista que havia provocat l'incendi en el moment de fer una barbacoa. El nou tribunal va criticar per «irrellevant» i «inútil» gran part del que s'havia investigat, en un incendi en el qual l'origen i l'autor es coneixien «des de l'inici».

### Consell General de Poder Judicial
El 2008 va ser escollida vocal del Consell General del Poder Judicial pel ple del Senat espanyol, amb el suport del Partit Popular. I, per acord del CGPJ, el 2008 se la va declarar en serveis especials a l'Audiència Provincial de Guadalajara.

## Audiència Nacional
L'any 2012, la comissió permanent del Consell General del Poder Judicial la va designar presidenta de la secció segona de la sala penal de l'Audiència Nacional espanyola, en substitució de Fernando García Nicolás. El 2014, va prendre possessió del càrrec a l'Audiència Nacional. El 12 de juny de 2017 es va convertir en presidenta de la sala penal de l'Audiència Nacional, en substitució de Fernando Grande-Marlaska, després d'obtenir 11 dels 21 vots, i superar així a altres candidates com Manuela Fernández Prado o Carmen Lamela Díaz.

### Cas Bárcenas i cas Gürtel
El 29 de gener de 2016, el ple de sala penal de l'Audiència Nacional, format per 18 magistrats, va decidir apartar-la del cas Bárcenas, juntament amb el magistrat Enrique López, pels seus vincles amb el Partit Popular. Les acusacions esgrimiren «amistat íntima» dels membres del tribunal amb alguns dirigents del partit, així com un «interès directe» en el resultat del procediment.
Tres mesos abans, el 30 d'octubre de 2015, el ple de la sala també va apartar aquests mateixos magistrats del cas Gürtel. L'Associació d'Advocats Demòcrates d'Europa (ADADE) i el Partit Socialista Obrer Espanyol (PSOE) van acusar Espejel i López, respectivament, de tenir «íntima vinculació» i «afinitat ideològica» amb el Partit Popular.

### Cas Valtònyc
El raper Josep Miquel Arenas, conegut com a Valtònyc, va ser detingut el 23 d'agost de 2012 per la Policia espanyola. Se l'acusava d'apologia del terrorisme, apologia a l'odi ideològic, incitació a la violència i injúries a la Corona en la lletra de les seves cançons. El 22 de febrer de 2017, el tribunal de l'Audiència Nacional, format per Concepció Espejel (presidenta i ponent), Enrique López i Juan Pablo González, el va condemnar a 3 anys i mig de presó. El 20 de febrer de 2018 el Tribunal Suprem espanyol va ratificar la sentència.

### Cas Altsasu
L'1 de març de 2018, una brega de joves amb la Guàrdia Civil en un dels bars del poble d'Altsasu va comportar la detenció i empresonament de vuit dels joves, en el que es va conèixer com a cas Altsasu. En el judici subscrit a l'Audiència Nacional, la defensa dels encausats va presentar un escrit al ple exigint la reprovació d'Espejel com a jutgessa per falta d'imparcialitat, ja que prèviament havia estat condecorada per l'institut armat i estava casada amb un coronel del cos. La petició de la defensa va ser desestimada per «improcedent».

### Cas Policia catalana al 2017
Per la seva presumpta implicació en els esdeveniments organitzatius del referèndum sobre la independència de Catalunya de 2017, el major dels Mossos d'Esquadra Josep Lluís Trapero, la intendenta dels Mossos d'Esquadra Teresa Laplana, l'exsecretari general de la Conselleria d'Interior de la Generalitat de Catalunya Cèsar Puig i l'exdirector general dels Mossos d'Esquadra Pere Soler van ser imputats per rebel·lió, si bé posteriorment se'ls va acusar de sedició (10 anys de presó) amb una pena alternativa d'inhabilitació per desobediència. El 21 d'octubre de 2020 l'Audiència Nacional espanyola va sentenciar l'absolució de càrrecs per a tots ells, amb el vot particular en contra, emès per Espejel, que sol·licitava una condemna de presó pel delicte de sedició. En inici, i gràcies al seu vot particular redactat en una nota de més de 500 pàgines, la fiscalia del tribunal va plantejar la possibilitat de presentar un recurs d'apel·lació abans d'arribar al Tribunal Suprem espanyol, una mesura que es va sondejar prèviament a la fiscal general de l'Estat espanyol, Dolores Delgado. Finalment, el 28 d'octubre es va saber que el Ministeri fiscal desistia de presentar recurs contra la sentència absolutòria i, per tant, aquesta esdevenia ferma.

## Tribunal Constitucional

### Recusació
El 2 de desembre de 2021, el vicepresident Oriol Junqueras i els consellers Raül Romeva i Dolors Bassa, i el 3 de desembre, el president Carles Puigdemont i els consellers Toni Comín, Clara Ponsatí i Lluís Puig, tots ells membre del Govern de Catalunya condemnats en el judici al procés independentista català, presentaren un incident de recusació contra ell, i la també magistrada Enrique Arnaldo, per tenir o manifestar interès particular en el desenvolupament o resultat, o prejutjar el resultat a partir de postures personals, o afavorir alguna de les parts, en els recursos d'empara presentats contra la sentència del Tribunal Suprem espanyol. El 6 de desembre, poc abans de l'acte institucional del 43è aniversari de la Constitució espanyola, el president del TC Pedro González-Trevijano evità entrar a valorar les peticions de recusació però prometé una resolució rigorosa i diligent.

## Condecoracions i reconeixements
- Creu Distingida de Primera Classe de l'Orde de Sant Ramon de Penyafort (2014)[20]
- Creu al Mèrit Policial amb distintiu blanc.
- Creu al Mèrit de la Guàrdia Civil amb distintiu blanc.